# Кожогелди Култегин
Кожогелди Култегин (18 февраля 1960, Алайку, Каракулжинский район, Киргизская ССР) — современный киргизский поэт, драматург, переводчик, активный общественный деятель, лауреат премии имени Алыкула Осмонова. Народный поэт Кыргызской Республики (2016), заслуженный деятель культуры Кыргызской Республики (2004).
Настоящее имя Кулуев Кожогелди Калакунович; псевдоним взят из культурно-политических мотивов. см ниже; отношения к уйгурскому хану VIII века Култегину не имеет.
Кожогелди Кулуев начинает свою деятельность поэта в середине 1980-х годов. Поглощенный волной национальных движений перед Распадом СССР, он активно участвует в легализации древнего праздника Нооруз и придании празднику государственного статуса.
На фоне тех же националистических движений Кожогелди Кулуев выступает за дерусификацию киргизских имён и фамилий. В частности, он начинает использовать древний киргизский суффикс -тегин, который обозначает принадлежность к определенной семье. Юридически оформить новую фамилию не удается в связи с обострением межнационального кризиса в соседнем Казахстане, известным под названием Желтоксан.
Тем не менее, ныне в Кыргызстане существуют 3 вида формирования фамилии.
1. На русский лад, с добавлением суффикса -ев/ева. Большинство населения до сих пор имеют такие фамилии, в силу того что большинство родились при СССР. Пример: Алмаз Чороев
2. На центральноазиатский лад, с использованием дополнительного слова уулу, что обозначает «сын». Схоже с суффиксом -оглы у турок. Большинство детей рождённых после 1995 имеют именно такие фамилии. Пример: Алмаз Чоро уулу
3. На киргизский лад, с добавлением суффикса -тегин. Ранее этот метод использовался на территории Кыргызстана, особенно когда она была в составе Караханидского государства. Так именоваться могли лишь выдающиеся сыны племени и многие западные ученые ошибочно считали что это титул. Пример: Чоротегин, Тынчтыкбек Кадырмамбетович.
В 1991 году молодого националистически настроенного поэта посылают в Москву в Литературный Институте имени А. М. Горького, который он закончил в 1993. Время проведённое в Москве сильно влияет на творчество поэта. Кожогелди Култегин становится студентом русского писателя Кузнецова и попадает под влияния творчества Есенина. Цикл стихов Персидские Мотивы переведены на киргизский и вошли в состав последней книги поэта.
Кожогелди Култегин является лауреатом премий имени Алыкула Осмонова и Жолона Мамытова. Премия Алыкула Осмонова являлась в Кыргызстане третьей по значимости премией среди писателей, после Всесоюзной Премии имени Ленина. Лауреат Литератураная Премии имени Жолона Мамытова.
Кожогелди Култегин является автором книг «Бал ууртам» (глоток мёда), «Дарбаза жолго ачылат» (Ворота открываются путнику), «Шамалдагы үн» (Звук во время ветра) и «Жолчырак» (Свет пути).
Работает корреспондентом на Радио Азаттык (Кыргызской службы Радио Свободная Европа/Радио Свобода).
Сын, Каарманбек Кулуев, является одним из первых мультимедиа журналистов в Кыргызстане, редактор Радио IWPR и конструктор facebookизации на Радио «Свобода».